# Sóvdor Bátardzsavin
Sóvdor Bátardzsavin (mongol nyelven: Шоовдор Баатаржавын, 1990. november 20. –) mongol női szabadfogású birkózó. A 2018-as birkózó-világbajnokságon bronzérmet szerzett 59 kg-os súlycsoportban, szabadfogásban. Ázsia Bajnokság ezüstérmet szerzett 58 kg-ban 2014-ben és bronzérmet 59 kg-ban 2018-ban.

## Sportpályafutása
A 2018-as birkózó-világbajnokságon az 59 kg-osok súlycsoportjában megrendezett bronzmérkőzés során a mexikói Alejandra Romero Bonilla volt ellenfele, akit 4–2-re legyőzött.